# Бифука
Бифука (яп. 美深町 Бифука-тё:) — посёлок в Японии, находящийся в уезде Накагава округа Камикава губернаторства Хоккайдо. Площадь посёлка составляет 672,14 км², население — 4765 человек (30 июня 2014), плотность населения — 7,09 чел./км².

## Географическое положение
Посёлок расположен на острове Хоккайдо в губернаторстве Хоккайдо. С ним граничат город Наёро, посёлки Накагава, Хороканай, Ому, Эсаси и село Отоинеппу.

## Население
Население посёлка составляет 4765 человек (30 июня 2014), а плотность — 7,09 чел./км². Изменение численности населения с 1980 по 2005 годы:
| 1980 | 8350 чел. |  |
| 1985 | 7889 чел. |  |
| 1990 | 7103 чел. |  |
| 1995 | 6540 чел. |  |
| 2000 | 6040 чел. |  |
| 2005 | 5512 чел. |  |

## Символика
Деревом посёлка считается ель аянская, цветком — рододендрон.